# رولاند كايزر
رولاند كايزر (بالألمانية: Roland Kaiser)‏ هو ممثل ألماني، ولد في 9 أبريل 1943 في ألمانيا، وتوفي بنفس المكان في 4 فبراير 1998.

## وصلات خارجية
- رولاند كايزر على موقع IMDb (الإنجليزية)
- رولاند كايزر على موقع ألو سيني (الفرنسية)
- رولاند كايزر على موقع أول موفي (الإنجليزية)
- رولاند كايزر على موقع قاعدة بيانات الأفلام السويدية (السويدية)
- رولاند كايزر على موقع قاعدة بيانات الفيلم (الإنجليزية)
- رولاند كايزر على موقع كينوبويسك (الروسية)